# Dominique Bulamatari
Dominique Bulamatari (Kinshasa, 4 juni 1955 – Molebe, 26 augustus 2024) was een Congolees rooms-katholiek geestelijke en bisschop van Molegbe in Congo-Kinshasa.
Hij werd in 1980 tot priester gewijd. Hij werd in 1999 benoemd tot hulpbisschop van Kinshasa en titulair bisschop van Elepantaria en in 2000 volgde zijn bisschopswijding. In 2009 werd hij door paus Benedictus XVI benoemd tot bisschop van Molegbe. In 2023 nam hij ontslag.
Bulamamtari overleed op 26 augustus 2024 op 69-jarige leeftijd.